# Flora (Apayao)
Flora ist eine philippinische Stadtgemeinde in der Provinz Apayao. Sie hat 17.391 Einwohner (Zensus 1. August 2015).

## Baranggays
Flora ist politisch unterteilt in 16 Baranggays.
| - Allig - Anninipan - Atok - Bagutong - Balasi - Balluyan - Malayugan - Malubibit Norte | - Poblacion East - Tamalunog - Mallig - Malubibit Sur - Poblacion West - San Jose - Santa Maria - Upper Atok (Coliman) |